# سوریبا دیاکیته
سوریبا دیاکیته (انگلیسی: Soryba Diakité؛ زادهٔ ۱ ژوئن ۱۹۶۹) دونده سرعت اهل گینه بود.